# Barynotus
Genre
Barynotus est un genre de coléoptères de la sous-famille des Entiminae (famille des Curculionidae).

## Description
Ce genre de charançons plutôt grands comprend des espèces caractérisées par leur rostre large et épais comprenant des ptérigons développés. Le prothorax est puissant, les élytres se terminant en pointe comprennent des stries et des interstries marquées et des mouchetures transversales plus ou moins visibles.

## Liste des espèces
Selon GBIF (1er octobre 2023) :
- Barynotus affinis Solari, 1943
- Barynotus alpestris Gistel, 1848
- Barynotus alternans Boheman, 1834
- Barynotus aridicola Gistel, 1857
- Barynotus balianii Solari, 1943
- Barynotus cantabricus González, 1972
- Barynotus conjux K.Daniel & J.Daniel, 1898
- Barynotus cuprifer Gistel, 1857
- Barynotus fairmairei Tournier, 1876
- Barynotus fallaciosus Desbrochers des Loges, 1909
- Barynotus honorus (Herbst, 1797)
- Barynotus hungaricus (Tournier, 1876)
- Barynotus hyles Gistel, 1857
- Barynotus ibericus González, 1972
- Barynotus liguricus Solari, 1943
- Barynotus maculatus Boheman, 1842
- Barynotus mainardii Solari, 1943
- Barynotus makolskii Smreczyński, 1955
- Barynotus mancinii Solari, 1943
- Barynotus margaritaceus Germar, 1823
- Barynotus maritimus Hustache, 1920
- Barynotus moerens (Fabricius, 1792)
- Barynotus monguzzii C.Pesarini, 2011
- Barynotus montandoni Pic, 1899
- Barynotus obscurus (Fabricius, 1775)
- Barynotus pedemontanus Gistel, 1857
- Barynotus sabulosus (Olivier, 1807)
- Barynotus scutatus Desbrochers des Loges, 1892
- Barynotus solarii Mainardi, 1907
- Barynotus solariorum Mainardi, 1907
- Barynotus squamosus Germar, 1823
- Barynotus umbilicatus Dufour, 1852
- Barynotus unipunctatus Dufour, 1852
- Barynotus vagus (Laicharting Jne, 1781)

## Systématique
Le nom valide complet (avec auteur) de ce taxon est Barynotus Germar, 1817.
Barynotus a pour synonymes :
- Bargnotus Gistel, 1856
- Kissodontus Desbrochers, 1909
- Margaritius Pesarini & Pedroni, 2011